# ملعب جيرلان
ملعب جيرلان (بالفرنسية: Stade de Gerland)‏ هو ملعب يقع في مدينة ليون، وهو الملعب الرئيسي لنادي جامعة أولمبيك ليون الفرنسي (بالفرنسية: Lyon Olympique Universitaire)‏ لرياضة الرغبي، بعدما كان في السابق الملعب الرئيسي لنادي ليون لغاية عام 2016 حيث تم افتتاح ملعب بارك أولمبيك ليون. بدأ العمل في إنشاء ملعب غيرلاند في سنة 1913 من خلال المهندس المعماري الذي كان يقيم في مدينة ليون توني غارنييه. توقف العمل في الملعب بسبب قيام الحرب العالمية الأولى. بعد انتهاء الحرب استكمل إنشاء الملعب في سنة 1919 بمساعدة عدد كبير من الأسرى الألمان. تم استكمال إنشاء الملعب في سنة 1920.
في المخطط الأصلي لم يكن هناك مكان مظلل للجلوس تحته. في سنة 1960 تم التضحية بمسار الدراجات من أجل إتاحة الفرصة لتوسيع الملعب وإضافة مكان مظلل حيث وصلت سعة الملعب إلى 50,000 مقعد. في سنة 1984 حضر 51,680 متفرج مباريات بطولة كأس الأمم الأوروبية لكرة القدم. نتيجة لاستضافة فرنسا لبطولة كأس العالم لكرة القدم 1998 تم ادراج الملعب من ضمن الملاعب التي ستستضيف بعض من مباريات البطولة ونتيجة لذلك فقد خضع الملعب للصيانة وتم تغطية جميع مناطق جلوس المتفرجين حسب تعليمات الاتحاد الدولي لكرة القدم . المنصة الشمالية والجنوبية تم هدمهما تماما وبنائهما من البداية وأصبحت سعة الملعب الجديدة هي 41,044 مقعد .
الرقم القياسي في عدد الحضور في مباريات بطولة دوري الدرجة الأولى جمعت بين ليون وسانت إتيان في سنة 1982 وبلغ 48,552 متفرج.

## أهم البطولات المستضيفة

### كأس الأمم الأوروبية 1984
قررت اللجنة المنظمة لبطولة كأس الأمم الأوروبية لكرة القدم 1984 أن يستضيف الملعب مباراتين في منافسات البطولة وهي مباراة واحدة في الدور الأول وأخرى في الدور النصف النهائي.
- الدنمارك 5-0  يوغوسلافيا في 16 يونيو 1984. (المجموعة الأولى)
- إسبانيا 1-1 (5-4)  الدنمارك في 24 يونيو 1984. (الدور النصف النهائي)

### كأس العالم 1998
قررت اللجنة المنظمة لبطولة كأس العالم لكرة القدم 1998 أن يستضيف الملعب 6 مباريات في منافسات البطولة وهي 5 مباريات في الدور الأول ومباراة واحدة في الدور الربع النهائي .
- كوريا الجنوبية 1-3  المكسيك في 13 يونيو 1998 (المجموعة الخامسة)
- رومانيا 1-0  كولومبيا في 15 يونيو 1998 (المجموعة السابعة)
- الولايات المتحدة 1-2  إيران في 21 يونيو 1998 (المجموعة السادسة)
- فرنسا 2-1  الدنمارك في 24 يونيو 1998 (المجموعة الثالثة)
- اليابان 1-2  جامايكا في 26 يونيو 1998 (المجموعة الثامنة)
- ألمانيا 0-3  كرواتيا في 4 يوليو 1998 (الدور الربع النهائي)

### كأس القارات 2003
قررت اللجنة المنظمة لبطولة كأس القارات 2003 أن يستضيف الملعب 5 مباريات في منافسات البطولة وهي 4 مباريات في الدور الأول ومباراة واحدة في الدور النصف النهائي .
- فرنسا 1-0  كولومبيا في 18 يونيو 2003. (المجموعة الأولى)
- كولومبيا 3-1  نيوزيلندا في 20 يونيو 2003. (المجموعة الأولى)
- البرازيل 1-0  الولايات المتحدة في 21 يونيو 2003. (المجموعة الثانية)
- الولايات المتحدة 0-0  الكاميرون في 23 يونيو 2003. (المجموعة الثانية)
- الكاميرون 1-0  كولومبيا في 26 يونيو 2003. (الدور النصف النهائي)